# 木村勉 (政治家)
木村 勉（きむら べん、1939年〈昭和14年〉8月15日 - ）は、日本の政治家。衆議院議員（3期）、東京都議会議員（6期）、江東区議会議員（2期）を務めた。長女は元江東区長で元衆議院議員の木村弥生、次女は元江東区議会議員の高橋恵海。

## 略歴
東京府東京市城東区亀戸町（現在の東京都江東区亀戸）生まれ。東京都立両国高等学校、慶應義塾大学商学部商学科卒業。慶應義塾大学在学中は弁論部に属した。
1971年、江東区議会議員選挙に自由民主党公認で出馬し、初当選。当時31歳で、江東区では史上最年少の区議だった。2期目の途中で区議を辞職し、自民党も離党。1977年に新自由クラブ公認で東京都議会議員選挙に出馬し、当選した。1986年の新自由クラブ解党により、自民党に復党。東京都議会議員は3期務め、1989年には東京都監査委員、全都道府県監査委員協議会連合会長、1992年には東京都議会自由民主党政調会長、1996年には都議会自民党幹事長に就任した。
1999年3月、東京15区の衆議院議員の柿澤弘治が東京都知事選挙に出馬するため辞職。同年4月11日に行われた同選挙区の補欠選挙に自民党公認で立候補し、初当選した。同月、長女の木村弥生を公設秘書とする。
2000年の第42回衆議院議員総選挙にも東京15区から自民党公認で出馬したが、無所属で出馬した柿澤に敗れ、比例復活もかなわず落選した。
2003年の第43回衆議院議員総選挙では民主党の東祥三、無所属の柿澤らを破り、3年ぶりに返り咲きを果たす。2004年、内閣府大臣政務官に就任。
2005年の第44回衆議院議員総選挙でも再び東を破り、3選。2007年、安倍改造内閣で内閣府副大臣に就任し、福田康夫内閣でも再任された。
2009年の第45回衆議院議員総選挙に東京15区から出馬したが、民主党の東祥三に敗れ、比例復活もならず落選した。

## 政策・主張
- 健康増進法の受動喫煙防止を、努力規定ではなく義務規定とすることに反対[3]。

## 親族
2014年12月14日に行われた第47回衆議院議員総選挙・比例北関東ブロックに長女の木村弥生が自民党公認で立候補し、初当選した。
2017年7月7日に行われた東京都議会議員選挙・江東区選挙区（定数4）に次女で元江東区議会議員の高橋恵海が自民党公認で立候補。柿沢未途の妻で現職の柿沢幸絵は都民ファーストの会の推薦を得て無所属で立候補。現職の山﨑一輝は3選し、柿沢幸絵は次点で落選し、高橋恵海は次々点で落選した。
2021年7月4日に行われた東京都議会議員選挙・江東区選挙区（定数4）に高橋恵海は再び自民党公認で立候補するも、次点で落選した。同年10月31日に行われた第49回衆議院議員総選挙で木村弥生も落選した。
2023年1月12日、木村弥生は任期満了に伴う江東区長選挙に立候補する意向を表明。弥生は柿沢未途によって擁立された。4月12日、現職区長の山﨑孝明が病死。同日、長男の山﨑一輝が後継として立候補する意向を表明。「3家2代にわたる江東区版『三国志』」とのちに評された区長選で弥生が山﨑ら3候補を破り初当選した。同年11月15日、木村弥生は公選法違反の容疑で家宅捜索を受けた責任を取り、区長を辞職した。
2024年7月7日に行われた東京都議会議員補欠選挙（定数1）に、木村家は、高橋恵海の長男で法政大学3年生の高橋巧を擁立した。山﨑一輝は自民党公認で立候補。投開票の結果、高橋も山﨑も共に落選した。高橋は翌年の都議選で江東区選挙区（定数4）に国民民主党公認で立候補し、当選。